# Johann Heinrich David von Hennenhofer

Heinrich von Hennenhofer

Johann Heinrich David von Hennenhofer (* 12. März 1793 in Gernsbach; † 20. Januar 1850 in Freiburg im Breisgau) war ein badischer Flügeladjutant  und Direktor der Diplomatischen Sektion im Ministerium des Auswärtigen, der mit der angeblichen Ermordung Kaspar Hausers in Verbindung gebracht wurde.

## Leben
Der Sohn eines Rheinschiffers kam nach einer kaufmännischen Lehre und kurzer Tätigkeit als Kommis in einer Mannheimer Buchhandlung aufgrund seiner außerordentlich schönen Handschrift 1812 an die Hofkanzlei des badischen Hofs in Karlsruhe. Zunächst war er Kabinettskurier und Sekretär, arbeitete sich aber in den folgenden Jahren bis zum Inspektionsadjutanten empor. Mit dem späteren Außenminister Ludwig Freiherr von Berstett begleitete er 1815 den badischen Großherzog Karl auf seiner Reise zum Wiener Kongress. Als Günstling des seit 1818 regierenden Großherzogs Ludwig besorgte er dessen Privatkorrespondenz. Ludwig erhob Hennenhofer 1828 in den Adelsstand. Unter Berstett erfolgte die Berufung Hennenhofers in die diplomatische Sektion des Ministeriums für auswärtige Angelegenheiten, wo er in der Folge häufig mit geheimen Missionen betraut wurde. Politisch orientierte er sich am monarchischen und obrigkeitsstaatlichen Prinzip. Dies zeigte sich bei den durch ministerielle Beeinflussung manipulierten Landtagswahlen 1824/25, mit dem Ziel mittels willfähriger Abgeordneter die repräsentative, bürgerlichste und modernste der neuen deutschen Konstitutionen, die Badische Verfassung von 1818, in eine altständische, unter dem Diktat der Regierung stehende umzuwandeln. Hennenhofer stand auf der Seite der „badischen Reaktionäre“ (W. v. Hippel) und als aus der Umgebung Berstetts der Anstoß zu einer Adressenbewegung gegen die Verfassung gekommen war, versuchte Hennenhofer auf seinen Reisen durch Baden insbesondere die Beamtenschaft in diesem Sinne zu beeinflussen. Für zusätzlichen Hass bei den Anhängern der Konstitution sorgte die Veröffentlichung zweier Hennenhofer zugeschriebener Lobgedichte auf den mit großer Härte regierenden portugiesischen König Dom Miguel.  Unter der anfänglich liberal orientierten Regierung Großherzogs Leopold ab 1830 fielen einige, obgleich nicht alle Anhänger einer hochkonservativen Politik in Ungnade und Hennenhofer wurde 1831 als Major und Flügeladjutant in den Ruhestand versetzt. Er lebte dann zunächst auf Schloss Mahlberg und zog um 1841 nach Freiburg im Breisgau, wo er 1850 verstarb.

## Der Fall Kaspar Hauser
Am 17. Dezember 1833 starb Kaspar Hauser an den Folgen einer Stichverletzung, die er sich nach dem Urteil von Fachhistorikern bei einem vorgetäuschten Attentat selbst zugefügt hatte. Nach seinem Tode war allerdings die Überzeugung verbreitet, dass es sich bei dem Vorfall um einen Mordanschlag gehandelt habe, zumal das seit 1830 kursierende Gerücht um Hausers badische Erbprinzenschaft diese Annahme zu bestätigen schien. Joseph Heinrich Garnier, ein liberaldemokratischer badischer Oppositioneller, veröffentlichte im März 1834 in Straßburg ein Pamphlet mit dem Titel „Einige Beiträge zur Geschichte Caspar Hausers, nebst einer dramaturgischen Einführung.“ Garnier lebte als Sprachlehrer und Journalist seit 1828 in Paris und wurde nach der  Julirevolution von 1830 zu einem führenden Redner und Organisator der politischen Flüchtlinge aus Deutschland. Am 5. April 1833 wurde er in Karlsruhe verhaftet, zwei Tage nach dem sogenannten Frankfurter Wachensturm. Seine monatelange Isolierung, während der den nächsten Angehörigen weder ein Verhaftungsgrund angegeben, noch das Recht ihn zu sprechen gewährt wurde, führte in der Zweiten Kammer zu einer Grundsatzdebatte um die persönliche Freiheit des Bürgers und um die Trennung von Judikative und Exekutive.  In seiner Kaspar-Hauser-Broschüre griff Garnier namentlich Personen der badischen Ministerialbürokratie an, u. a. den für das Schulwesen zuständigen Geheimrat Johann Evangelist Engesser, der einst Garniers staatliche Anstellung als Lehrer abgelehnt hatte. Über Hennenhofer schrieb er, dass in ihm „manche Leute den Mörder Hausers sehen wollten.“
Tatsächlich wurde Hennenhofer bereits Anfang Januar 1834 denunziert. Ein Spiel- und Gastwirt namens Becht aus Römershag bei Bad Brückenau hatte sich an die Regierung in München gewandt, die über den Würzburger Regierungspräsidenten August von Rechberg Kontakt zu ihm aufnahm: „Bechts Vermutungen gegen Hennenhofer gründen sich auf des letzteren notorisch schlechten Charakter, auf dessen enge Verbindung mit dem Großherzog Ludwig, auf verschiedene verdächtige Äußerungen von angeblich bereits verstorbenen Kammerlakaien des Großherzogs Carl […] endlich auf das Gerücht, welches Carlsruhe und ganz Baden durchlaufen habe, als Kaspar Hauser der Gefahr des ersten Mordanschlags in Nürnberg glücklich entronnen war, daß nämlich dieser Hauser der angebliche in Heidelberg verstorbene Prinz Alexander [sic!] sei. Diese Bechtsche Persönlichkeit, sein aventuriermäßiges Benehmen, das stete Selbstlob, die wiederholten Beteuerungen seiner Uneigennützigkeit, sein Großtun über seine Verbindungen mit einflußreichen Personen in Carlsruhe, machten einen so widerlichen Eindruck auf mich […] Bechts unaufgefordert wiederholte Anerbietungen seiner Dienste zur Ermittelung des Mörders stützen sich, wie er sagte, auf seiner innigsten Überzeugung, daß Hauser der Prinz Alexander und Hennenhofer dessen Mörder sei […].“ Becht bot sich an zu recherchieren, wo sich Hennenhofer „um die kritische Zeit“ befand, gab jedoch keine Nachricht mehr. Dafür forschten der Amtmann Lichtenauer und der Oberamtmann Lang in Lahr/Schwarzwald nach, wo sich Hennenhofer am Tag des vermuteten Anschlags auf Kaspar Hauser aufgehalten hatte. Nach ihren Erkundigungen war „Hennenhofer damals in Mahlberg und am Abend der Verwundung Hausers mit mehreren Personen in der Post zur Sonne in Lahr.“
Die Zugehörigkeit des sozialen Aufsteigers Hennenhofer zu der die konstitutionelle Verfassung ablehnenden Gruppe um die Minister Berstett und Blittersdorf, seine Servilität gegenüber dem badischen Herrscherhaus sowie sein angeblich moralisch bedenklicher Lebenswandel machten ihn zur idealen Zielscheibe für Verdächtigungen im Fall Kaspar Hauser: „Hennenhofer war den Liberalen des Vormärz als Günstling und absolut ergebener Diener des Autokraten Ludwig verhaßt. Indem man ihm diesen Mord anheftete, diskreditierte man auch das verhaßte politische System“.
Hennenhofer reagierte auf den schweren Vorwurf, indem er einen in oppositionellen Studentenkreisen verkehrenden Apothekergehilfen erpresste und ihn als Informanten einspannte, um an Hinweise auf die ihn des Mordes denunzierenden Hintermänner zu gelangen. Im Zusammenhang mit der zeitgenössischen publizistischen Aufarbeitung des sogenannten Studentenmords von Zürich gelangten durch die Verstrickung seines Informanten auch Briefe Hennenhofers zu dem so ganz anders gelagerten Fall Kaspar Hauser an die Öffentlichkeit. Doch gerade auf diese Verwicklung bezog sich der bayerische Minister des Innern, von Oettingen-Wallerstein, als er im April 1836 in einer Mitteilung an König Ludwig I. ganz offen Baden als Drahtzieher hinter Hausers Ermordung beschuldigte. Doch „trotz des Optimismus des Innenministers [wurden] handfeste Beweise für einen Mord an Hauser im badischen Auftrag nicht gefunden.“
Schmähschriften, Romane, Plagiate, vorgebliche Tatsachenberichte, fingierte und echte Briefe sowie angebliche Memoiren Hennenhofers schufen in den Folgejahrzehnten ein kaum mehr überschaubares literarisches Gespinst der Generalverdächtigung. Dessen ungeachtet sind sich spätestens seit den Untersuchungen von Antonius van der Linde die Historiker einig, dass Kaspar Hauser kein badischer Erbprinz war. Trotzdem wurde Hennenhofers Grab auf dem Freiburger Alten Friedhof jahrzehntelang mit dem Wort „Mörder“ u. ä. beschmiert, bis der Grabstein 1917 entfernt und einige Jahre später zu Bodenbelagsplatten verarbeitet wurde. Mit diesen wurde 1923 der Brunnen im Innenhof des neu eingerichteten Augustinermuseums umlegt.